# Jason Dy
Jason James Desiata Dy, conocido artísticamente como Jason Dy (nacido el 19 de junio de 1990 en Butuan, Agusan del Norte) es un cantante y compositor filipino de género Pop, R&B y Balada. Saltó a la fama después de competir y declararse ganador de la segunda temporada de "La Voz de Filipinas".

## Biografía
Jason Dy nació el 19 de junio de 1990 en la ciudad de Butuan, Filipinas. En el 2003, sus padres se separaron, se les concedió el divorcio en el 2014. Jason vivía con su madre hasta que ella tenía que irse a Singapur en busca de trabajo. Terminó sus estudios en el "High School" y en la "Universidad Padre Saturnino Urios".
Para mantenerse, Dy comenzó a trabajar como "seranista", cantando serenatas en aconotecimientos. También grabó demos, incluyendo para una banda sonora original de una película producida en el 2013, titulada "Bakit Hindi Ka ng Crush Crush Mo", que luego fue re-grabada por Xian Lim para su álbum titulado "XL2", así también otras canciones como "Kontrabida" y "Nasa" Yo Na Ang Lahat" que también fueron interpretadas por Sam Concepción y Daniel Padilla. Como un hobby, compuso una canción original titulada "2 Tienes U", que la subió en Youtube.

## Carrera
Durante las audiciones de la segunda temporada difundida por ABS-CBN, en el programa musuical "La Voz de Filipinas", que se emitió el 9 de noviembre de 2014, Dy interpretó una canción titulada "Stay with Me" de Sam Smith. Los entrenadores como Sarah Geronimo, Lea Salonga, y Apl.de.ap, todos ellos lo prepararon para competir, indicando su capacidad de llevar a cabo la emoción de sus habilidades en su talento. Aunque Bambú Mañalac, expresó que Dy tuvo una buena actuación y finalmente eligió a Sarah Geronimo para que lo entrenara, creyendo que le iba ayudar para tener un lugar en la industria de la música.
Dy avanzó a la final después de ganar a Monique Lualhati, durante dos partes en las semifinales en directo en el "Newport Performing Arts Theater" de "Resorts World Manila". Recibió tanto los votos más altos por sus entrenadores y una serie de textos de votos por los espectadores, totalizando el 60,10% de los votos combinados. En la competencia interpretó temas musicales como la "Bola de demolición" y "Contigo", esto durante su actuación en solitario. Ambas canciones recibieron grandes elogios por parte de los entrenadores. Apl.de.ap admitió que fue un trabajo increíble y que ha crecido su talento musical durante la competición.

## Discografía

### Como artista demo
- Bakit Hindi Ka Crush ng Crush Mo? OST, 2013 (reeditada por Xian Lim)
- "Kontrabida", 2013 (reeditada por Sam Concepción)
- "Nasa 'Yo Na Ang Lahat", 2013 (reeditada por Daniel Padilla)